# LS (ciągnik rolniczy)

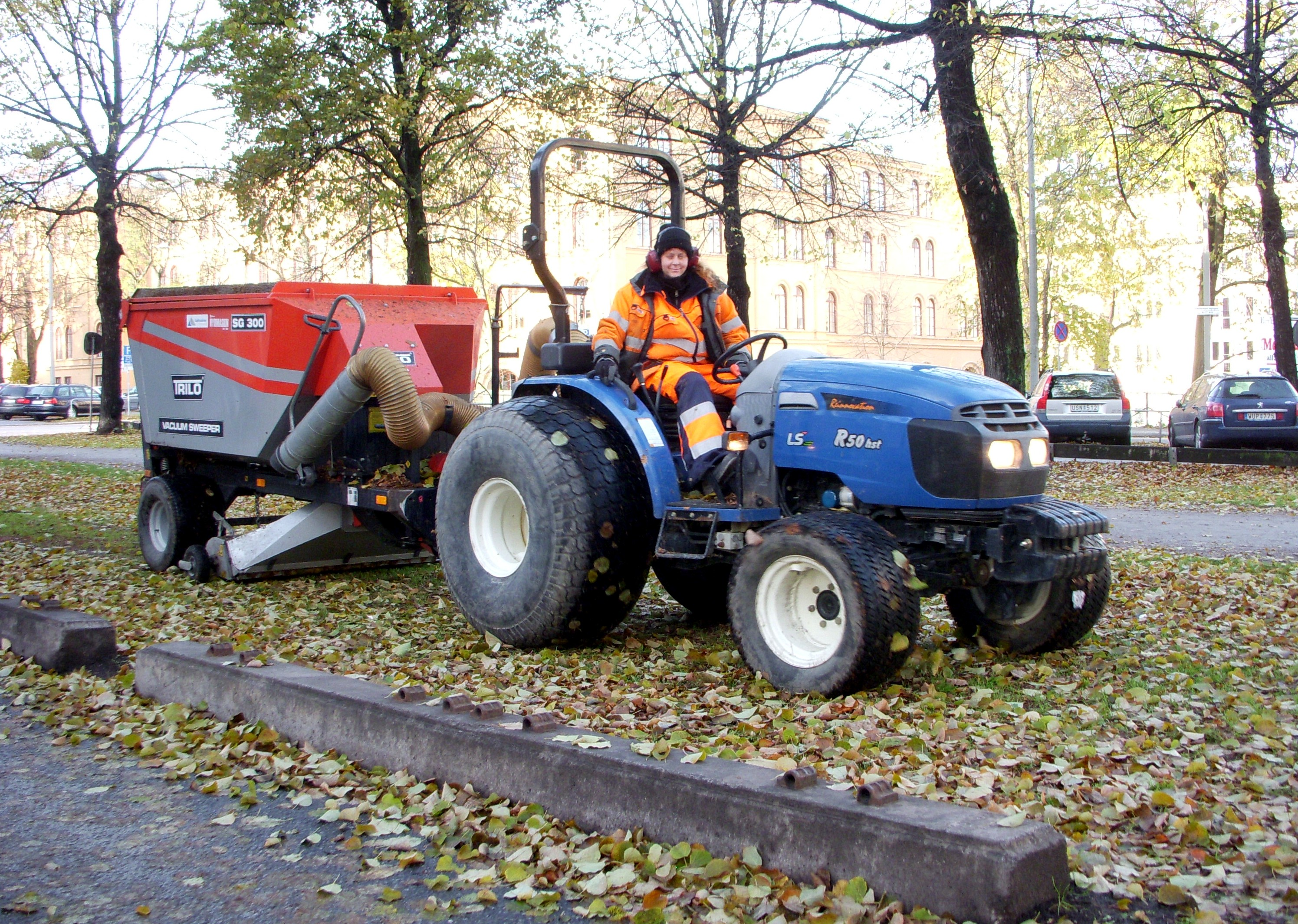
LS R50

LS Tractor – południowokoreańska marka ciągników rolniczych produkowanych przez LS Mtron. W swojej ofercie u polskiego dystrybutora posiada ciągniki o mocy od 24 KM do 101 KM. Marka kładzie duży nacisk na nowe technologie, większą dbałość o środowisko ale także komfort pracy operatora. 
Obecnie w Polsce możemy znaleźć oficjalnego dystrybutora marki LS Tractor https://ls-traktor.pl/ z siedzibą na podkarpaciu, w podrzeszowskiej Jasionce. Powiększa się także sieć dealerska ciągników marki LS Tractor. Dzięki temu dostępność ciągników ale także oryginalnych części zamiennych jest dużo łatwiejsza.

## Historia
W 1977 roku KHIC (Korea Heavy Industries & Construction Co. - dziś znane jako Doosan) rozpoczyna produkcję ciągników marki LS Tractor we współpracy z Fiatem (FiatAgri - bezpośrednim poprzednikiem New Holland) w fabryce w Gunpo.
Od 1983 r. właścicielem działu rolniczego KHIC zostało dobrze znane w Polsce lat 90. ze swoich sprzętów RTV przedsiębiorstwo Goldstar, (od 1995 r. LG Corporation). 
W tym samym roku zostaje wyprodukowany pierwszy kombajn.
W 1984 roku następuje nawiązanie współpracy w zakresie silników z MHI (Mitsubishi Heavy Industry)
W 1995 roku Lucky Gold Star Group zmienia nazwę na LG Group a Gold Star Heavy Industry zmienia nazwę na LG Machinery
W 2005 roku LS Group zostaje wyodrębniona z LG Group oraz produkcja zostaje przeniesiona z Gunpo do Jeonju
W 2008 LS Mtron zostaje wyodrębnione z LS Cable.
W 2009 roku zostaje podpisany kontrakt z CNH na produkcję OEM
W 2010 roku zostaje założone LS MACHINERY QINGDAO (LSMQ) w Chinach.
Przez lata firma LS Tractor rozwija się i zyskuje uznanie na całym świecie. W Brazylii, Chinach oraz USA powstały fabryki LS Tractor tworząc razem z oddziałem w Korei Południowej 4 miejsca produkcji traktorów marki LS Tractor na świecie.
Popularność marki LS Tractor rośnie, a najlepszym dowodem na to jest wysokie zadowolenie użytkowników. Ciągniki LS Tractor każdego roku od ponad 6 lat zostają uznawane za najlepsze pod względem ogólnego zadowolenia klientów, dostępności traktorów oraz części zamiennych w Stanach Zjednoczonych. Marka LS Tractor jest ściśle związana z marką New a współpraca obu firm ma długą historię, sięgającą ponad czterdzieści lat.